# SS American (1900)
SS American – statek towarowy zbudowany dla American-Hawaiian Steamship Company (AHSC) i przeznaczony do przewożenia hawajskiego cukru na kontynent amerykański. Podczas służby dla Marynarki Wojennej Stanów Zjednoczonych w czasie I wojny światowej nosił nazwę USS „American” (ID-2292). Później, podczas pracy dla pierwotnego armatora został przemianowany na SS „Honolulan”.
„American” miał 131 m długości, a jego szerokość całkowita wynosiła ponad 16 m. Kotły opalane węglem zasilały jeden silnik parowy potrójnego rozprężania, który obracał pojedynczą śrubę napędową. Napęd ten, uzupełniany przez pomocnicze żagle, był w stanie rozpędzić statek do maksymalnej prędkości 12 węzłów. „American”, jako jeden z czterech pierwszych statków zamówionych przez AHSC po jej utworzeniu w 1899 roku, obsługiwał szlak handlu cukrem Hawaje – Nowy Jork przez Cieśninę Magellana. W 1901 roku statek ustanowił rekord najszybszego przebycia drogi morskiej pomiędzy Nowym Jorkiem i San Francisco, pokonując ją w 59 dni. Po 1905 roku statek pełnił służbę, transportując towary do przesmyku Tehuantepec, skąd dalej były one przewożone drogą kolejową, oraz pływając przez Kanał Panamski po jego otwarciu w 1914 roku.
Po przystąpieniu Stanów Zjednoczonych do I wojny światowej w kwietniu 1917 roku jednostka została skierowana do służby wojskowej, podczas której odbyła dwa rejsy do Francji. W październiku 1918 roku, niedługo po rozpoczęciu trzeciej takiej wyprawy, okręt zderzył się z inną jednostką Marynarki Wojennej, mianowicie transportowcem USS „West Gate”, zatapiając go. W listopadzie, po ogłoszeniu przez Stany Zjednoczone rozejmu z Niemcami, okręt odbył jeszcze jeden rejs w służbie marynarki – do Gibraltaru. W lutym 1919 roku powrócił do Nowego Jorku, został wycofany ze służby i zwrócony poprzedniemu właścicielowi.
SS „American” wznowił przewożenie towarów dla AHSC; w 1925 roku jego nazwę zmieniono na „Honolulan”. W roku 1926 został sprzedany i skierowany do Osaki, gdzie w listopadzie tego samego roku został złomowany.

## Projekt i budowa
Wkrótce po utworzeniu American-Hawaiian Steamship Company w marcu 1899 roku, złożyła ona zamówienie na pierwsze cztery statki, które planowano wykorzystać do transportu cukru między Hawajami i wschodnim wybrzeżem Stanów Zjednoczonych. Trzy statki: SS „American”, „Hawaiian” oraz „Oregonian” zostały zamówione w Delaware River Iron Shipbuilding and Engine Works z siedzibą w Chester, podczas gdy czwarty, SS „Californian” – w stoczni w San Francisco. Wysokość kontraktu na zakup statków zbudowanych w Pensylwanii wyniosła 425 tys. USD za każdy, jednak koszty finansowe podniosły cenę jednostek. Za statek zapłacono ostatecznie 61 USD za każdą tonę nośności, co w efekcie dało sumę prawie 540 tys. USD.
SS „American” (numer stoczniowy 308) został zwodowany 14 lipca 1900 roku i dostarczony AHSC w październiku, dołączając do statku „Californian” we flocie armatora. SS „American”, pierwszy z trzech statków z Pensylwanii, miał pojemność 6861 BRT, 131,09 m długości i 15,60 m szerokości całkowitej. Statek miał nośność rzędu 8850 ton, a jego ładownie miały pojemność 10 666,9 m³. Opalane węglem kotły wytwarzały parę dla maszyny parowej potrójnego rozprężania obracającej śrubę napędową i nadającej jednostce prędkość 12 węzłów. „American”, tak jak jego siostrzane statki, był wyposażony w dwa maszty i miał dwa duże trajsle, przedni sztaksel i kliwer oraz główny sztaksel, by oszczędzać węgiel podczas podróży.

## Wczesne losy
Na początku służby w AHSC „American” regularnie pływał między Nowym Jorkiem, Filadelfią i dookoła Ameryki Południowej – przez Cieśninę Magellana – do San Francisco, a stamtąd do Honolulu. Zapasy węgla uzupełniano na Saint Lucia w Brytyjskich Indiach Zachodnich oraz w Coronel w Chile. Węgiel z Chile często był gorszej jakości: spalał się zbyt szybko i powodował powstawanie silnych iskier z komina statku, co spowodowało, że na kolejnych statkach eksploatowanych przez armatora zamiast węgla stosowano ropę.
Początkowo rejsy z Nowego Jorku do San Francisco trwały około 70 dni w każdą stronę, czyli o około 55 dni krócej niż zazwyczaj potrzebowano na przepłynięcie tej trasy wokół przylądka Horn. Ubezpieczyciele początkowo wymagali od kompanii płacenia 6% dopłat za przepływanie dużymi statkami przez niebezpieczny 560-kilometrowy tor wodny w Cieśninie Magellana, zamiast bezpieczniejszą, lecz dłuższą drogą. Jednak do 1903 roku bezpiecznie działania armatora na tym szlaku umożliwiły mu wynegocjowanie 3,5% stawki, czyli tylko 0,5% dopłaty do podstawowej stawki 3%. Ponadto doświadczenie zdobyte na szlaku umożliwiło skrócenie czasu potrzebnego na jego przebycie. W 1901 roku „American” ustanowił rekord, pokonując drogę morską z Nowego Jorku do San Francisco w 59 dni. Do 1903 roku średni czas potrzebny na przebycie tej drogi wynosił już niewiele ponad 50 dni.
W maju 1905 roku, po dwóch latach negocjacji, kompania podpisała kontrakt z przedsiębiorstwem Tehuantepec National Railway of Mexico, porzucając dotychczasowy szlak morski na rzecz drogi kolejowej przez przesmyk Tehuantepec. Ładunki transportowane na wschód docierały do meksykańskich portów: Salina Cruz w stanie Oaxaca, natomiast te transportowane na zachód do Coatzacoalcos w stanie Veracruz, po czym przemierzały koleją przewężenie przesmyku Tehuantepec. Do przesyłek transportowanych na wschód należał głównie cukier i ananasy z Hawajów, podczas gdy na wyspy trafiała drobnica.
21 kwietnia 1914 roku, po zajęciu Veracruz przez Stany Zjednoczone (co zaskoczyło sześć statków AHSC kotwiczących w meksykańskich portach), rząd Huerty zamknął linię Tehuantepec National Railway dla amerykańskich ładunków. Ten zakaz dostępu połączony z faktem, iż Kanał Panamski nie był jeszcze otwarty, zmusił pod koniec kwietnia kompanię do powrotu na historyczny szlak prowadzący wokół Ameryki Południowej. Po otwarciu Kanału 15 sierpnia 1914 roku statki armatora zaczęły pływać tą drogą. Gdy w październiku 1915 roku obrywy ziemi zablokowały drogę morską przez Kanał Panamski, wszystkie statki AHSC powróciły na szlak przez Cieśninę Magellana.
Dokładna historia statku „American” aż do początku 1917 roku nie jest znana. Mógł się on znaleźć w grupie połowy statków armatora, które zostały wynajęte do służby transatlantyckiej, lub wśród jednostek skierowanych do pełnienia usług w Ameryce Południowej – transportu węgla, benzyny i stali w zamian za kawę, azotany, kakao, gumę oraz rudy manganu. Gdy Stany Zjednoczone przystąpiły do I wojny światowej w kwietniu 1917 roku, cała flota przedsiębiorstwa została zarekwirowana dla celów wojskowych przez United States Shipping Board (USSB).

## Służba w Marynarce Wojennej Stanów Zjednoczonych
W maju 1918 roku USSB wybrała statek „American” do transportu ładunków należących do Armii Stanów Zjednoczonych do Francji. 22 maja frachtowiec został przekazany Marynarce Wojennej, gdzie przypisano mu numer identyfikacyjny 2292. 25 maja statek został przemianowany na USS „American”, a dowództwo objął kmdr ppor. Myron P. Schermerhorn z rezerwy marynarki wojennej. Tydzień później „American” wypłynął z Nowego Jorku i 2 czerwca dołączył do płynącego na wschód konwoju, z którym 17 czerwca dotarł do Brestu we Francji. Okręt dopłynął do Bordeaux przez port handlowy La Pallice, by dokonać wyładunku, po czym wypłynął w morze 6 lipca. 16 dni później dotarł do Nowego Jorku, skąd po szybkim przeładunku, 5 sierpnia ponownie ruszył w rejs do Bordeaux. Do Nowego Jorku powrócił 6 września.

### Zderzenie z USS „West Gate”
4 października „American” rozpoczął trzecią podróż do Francji w konwoju eskortowanym przez krążownik USS „Denver”, kierującym się do Bordeaux. Nocą z 6 na 7 października w trudnych warunkach pogodowych statki miały trudności z utrzymaniem swoich pozycji w konwoju. „American” płynął w kolumnie kierowanej przez statek „Sagua”.
7 października, o godzinie 02.28, około 460 km na południe od Halifaksu, gdy frachtowiec USS „West Gate” znajdował się po prawej stronie „American”, jego ster zablokował się, powodując gwałtowną zmianę kursu okrętu w lewo. Prędkość pracy silnika „West Gate” zmniejszono o połowę, by wycofać się z konwoju, jednak kilka minut później członkowie załogi będący na mostku zauważyli czerwone światło nadpływającego „American”. Mimo iż wydano polecenie „cała naprzód”, zabrakło czasu, by statek mógł zareagować, i dziób „American” wbił się w prawą burtę „West Gate” w pobliżu pokładu rufowego.
Na skutek zderzenia „American” doznał niewielkich uszkodzeń. „West Gate” zaczął gwałtownie tonąć i zapadła decyzja o jego opuszczeniu. Na skutek zderzenia śmierć poniosło siedmiu członków załogi „West Gate”. Pięciu z nich prawdopodobnie straciło życie w wyniku samego zderzenia, a dwóch wówczas, gdy ich szalupa wywróciła się do góry dnem. Dowodzący jednostką, kmdr ppor. R.B. Vandervoort, wraz z sześcioma ludźmi o 6.00 został zabrany przez jedną z łodzi ratunkowych „American”, po spędzeniu około trzech i pół godziny w wodzie.
„American” wyruszył następnie do Halifaksu, gdzie przez następnych sześć miesięcy naprawiano szkody wywołane przez zderzenie. 27 listopada, nieco ponad dwa tygodnie po podpisaniu przez USA rozejmu z Niemcami, statek wypłynął w kierunku Gibraltaru. 9 grudnia, po pobycie w brytyjskim porcie, „American” został zadokowany w Marsylii przed wypłynięciem do Nowego Jorku, co miało miejsce w kolejnym roku. Do celu okręt dotarł 9 lutego 1919 roku. 4 marca, po zwolnieniu ze służby, powrócił do pierwotnego armatora, a 14 maja został oficjalnie wykreślony ze spisu floty US Navy.

## Późniejsze losy
„American” wznowił usługi transportowe dla AHSC. Przedsiębiorstwo zrezygnowało z pierwotnego hawajskiego szlaku handlu cukrem, jednostka pływała więc (przez Kanał Panamski) między wschodnim a zachodnim wybrzeżem USA. W czerwcu 1925 roku kompania ogłosiła chęć wejścia w posiadanie sześciu parowców należących do spółki W.R. Grace and Company. Tego samego roku nazwa „American” została zmieniona na „Honolulan”, aby zwolnić poprzednią dla nowo nabytego statku „Santa Barbara”. W roku 1926 „Honolulan” został sprzedany na złom. W listopadzie tegoż roku przepłynął do Osaki, gdzie wkrótce został zezłomowany.